# Circoscrizione

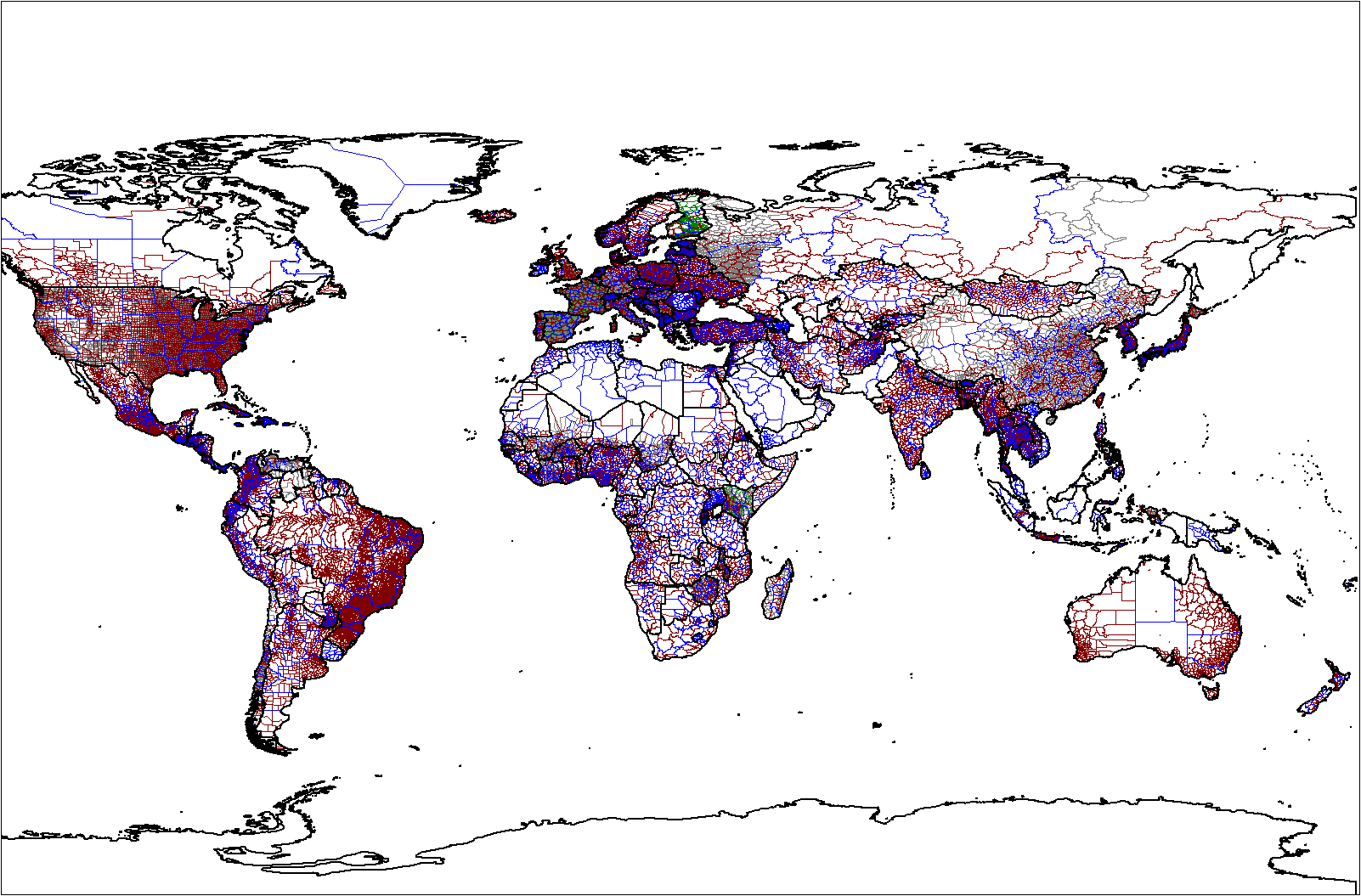
Le divisioni amministrative del mondo

Una circoscrizione è una parte definita di territorio di uno Stato, entro i cui confini è limitata la competenza di un organo amministrativo. Le circoscrizioni e suddivisioni possono essere di tipo amministrativo, giudiziario, elettorale, ecc.

## Circoscrizioni amministrative
Il centro abitato dove l'organo ha sede è detto capoluogo.
In quasi tutti gli Stati, il territorio è diviso in più circoscrizioni (il cui nome può variare sensibilmente da Paese a Paese) e spesso vi sono più livelli di suddivisione. In particolare, possono esserci:
- un livello di base, con circoscrizioni territorialmente molto piccole denominate perlopiù comuni, municipi o municipalità (esistono tuttavia ordinamenti, come quello italiano, che possono prevedere ulteriori suddivisioni, come le frazioni o le circoscrizioni di decentramento comunale);
- uno o più livelli superiori, con circoscrizioni variamente denominate (stato, regione, provincia, dipartimento, prefettura, distretto, cantone, contea, circondario, governatorato...) che raggruppano più circoscrizioni del livello immediatamente inferiore.

Alcune delle predette circoscrizioni sono di carattere generale, nel senso che sono utilizzate per delimitare la competenza di una pluralità di organi. Altre, invece, sono specifiche di certi organi. Possono inoltre esserci suddivisioni distinte per gli organi amministrativi e per quelli giudiziari, sicché si parla di circoscrizioni amministrative e giudiziarie.
Nelle circoscrizioni a carattere generale può esserci un rappresentante del governo centrale, ad esempio un prefetto o un governatore. Inoltre può esserci un ente territoriale, ossia un ente pubblico per il quale il territorio non è solo limite della competenza dei suoi organi (come avviene per gli altri enti locali), ma anche elemento costitutivo dell'ente stesso, i cui organi di governo sono rappresentativi della popolazione residente (in Italia sono enti di questo tipo regioni, province e comuni). Attraverso questi enti si realizza l'autogoverno della comunità residente nella circoscrizione, secondo vari gradi di autonomia che raggiunge il massimo nei sistemi federali.
Di solito il territorio dello stato è interamente ripartito in circoscrizioni di un certo tipo; tuttavia, possono anche esserci circoscrizioni limitate a certe porzioni del territorio e non presenti altrove: un esempio sono le colonie e gli altri possedimenti di tipo coloniale (che vengono genericamente denominati dipendenze). Un altro esempio sono le speciali circoscrizioni istituite per assicurare il governo unitario delle aree metropolitane, di solito accorpando più livelli altrove distinti. Nelle federazioni possono esserci particolari circoscrizioni (dette di solito territori federali) che non fanno parte di nessun stato federato e sono amministrate direttamente dal governo federale; normalmente si trova in questa situazione anche la circoscrizione che comprende la capitale federale (di solito denominata distretto federale). Una disomogeneità nella ripartizione territoriale si trova anche in quegli stati che, ai livelli più bassi, usano diversi schemi di suddivisione per le aree rurali e per quelle urbane (più semplice nelle prime, con più livelli nelle seconde).

### Elenco per continente

#### Africa
| Paese                     | Primo livello               | Secondo livello                                                   | Terzo livello                      | Quarto livello           |
| ------------------------- | --------------------------- | ----------------------------------------------------------------- | ---------------------------------- | ------------------------ |
| Egitto                    | Governatorati (muhafaza)    | Regioni (markaz, kism)                                            |                                    |                          |
| Libia                     | Distretti (sha'biyat)       |                                                                   |                                    |                          |
| Tunisia                   | Governatorati (mwilāyāt)    | Delegazioni (délégations)                                         | Imada                              | Municipalità (shaykhats) |
| Algeria                   | Province (wilayat)          | Distretti (dāʾira)                                                | Comuni (baladiyat)                 |                          |
| Marocco                   | Regioni                     | Province e prefetture                                             |                                    |                          |
| Sahara Occidentale        |                             |                                                                   |                                    |                          |
| Mauritania                | Regioni (wilaya)            | Dipartimenti (moughataas)                                         |                                    |                          |
| Mali                      | Regioni                     | Circondari (cercles)                                              | Comuni (communes)                  |                          |
| Burkina Faso              | Regioni                     | Province                                                          | Dipartimenti (départements)        |                          |
| Niger                     | Regioni                     | Dipartimenti                                                      | Comuni                             |                          |
| Ciad                      | Regioni                     | Dipartimenti                                                      |                                    |                          |
| Sudan                     | Stati (wilāyāt)             | Distretti                                                         |                                    |                          |
| Eritrea                   | Regioni (zoba)              | Distretti                                                         |                                    |                          |
| Gibuti                    | Regioni                     | Distretti                                                         |                                    |                          |
| Somalia (suddivisioni)    | Regioni (gobollada)         | Distretti (degmooyin)                                             |                                    |                          |
| Etiopia                   | Regioni (kililoch)          | Zone                                                              | Woreda                             | Kebelè                   |
| Sudan del Sud             | Stati (wilāyāt)             |                                                                   |                                    |                          |
| Rep. Centrafricana        | Prefetture (préfectures)    | Subprefetture (sous-préfectures)                                  |                                    |                          |
| Camerun                   | Regioni (régions)           | Dipartimenti (départements)                                       | Comuni (municipalités)             |                          |
| Nigeria                   | Stati (states)              | Aree di governo locale (local government areas)                   |                                    |                          |
| Benin                     | Dipartimenti (départements) | Comuni (communes)                                                 | Arrondissement                     |                          |
| Togo                      | Regioni (régions)           | Prefetture (préfectures)                                          |                                    |                          |
| Ghana                     | Regioni (regions)           | Distretti (districts)                                             |                                    |                          |
| Costa d'Avorio            | Distretti (districts)       | Regioni (régions)                                                 | Dipartimenti (départements)        | Comuni (communes)        |
| Liberia                   | Contee (counties)           |                                                                   |                                    |                          |
| Sierra Leone              | Province (provinces)        | Distretti (districts)                                             |                                    |                          |
| Guinea (suddivisioni)     | Regioni (régions)           | Prefetture (préfectures)                                          | Comuni (sous-préfectures/communes) |                          |
| Guinea-Bissau             | Regioni (regiões)           | Settori (sectores)                                                |                                    |                          |
| Senegal                   | Regioni (régions)           | Dipartimenti (départements)                                       | Arrondissement                     | Comuni (communes)        |
| Gambia                    | Divisioni (regions)         | Distretti (districts)                                             |                                    |                          |
| Capo Verde                | Contee                      |                                                                   |                                    |                          |
| São Tomé e Príncipe       | Province                    | Distretti                                                         |                                    |                          |
| Gabon                     | Province                    | Dipartimenti                                                      |                                    |                          |
| Guinea Equatoriale        | Province                    | Distretti                                                         | Comuni                             |                          |
| Rep. del Congo            | Dipartimenti                | Distretti                                                         |                                    |                          |
| RD del Congo              | Province                    | Distretti                                                         | Territori                          | Circondari               |
| Angola                    | Province                    | Municipalità                                                      | Comuni (comunas)                   |                          |
| Uganda                    | Regioni                     | Distretti                                                         | Contee e municipalità              | Subcontee                |
| Ruanda                    | Province (intara)           | Distretti (uturere)                                               | Settori (imirenge)                 |                          |
| Burundi                   | Province                    | Comuni                                                            | Colline                            |                          |
| Kenya                     | Province                    | Contee                                                            | Subcontee                          |                          |
| Tanzania                  | Regioni                     | Distretti                                                         | Circoscrizioni                     |                          |
| Mozambico                 | Province                    | Distretti                                                         | Posti amministrativi               |                          |
| Madagascar (suddivisioni) | Province                    | Regioni                                                           | Distretti                          | Comuni urbani            |
| Zambia                    | Province                    | Distretti                                                         | Ward                               |                          |
| Zimbabwe                  | Province                    | Distretti                                                         |                                    |                          |
| Malawi                    | Regioni                     | Distretti                                                         |                                    |                          |
| Comore                    | Isole                       |                                                                   |                                    |                          |
| Mauritius                 | Isole                       | Distretti                                                         |                                    |                          |
| Seychelles                | Distretti                   |                                                                   |                                    |                          |
| Namibia                   | Regioni                     |                                                                   |                                    |                          |
| Botswana (suddivisioni)   | Distretti                   | Sottodistretti                                                    | Villaggi                           |                          |
| Sudafrica (suddivisioni)  | Province                    | Distretti, municipalità metropolitane e municipalità distrettuali | Municipalità locali                |                          |
| Lesotho                   | Distretti                   |                                                                   |                                    |                          |
| eSwatini                  | Distretti                   | Tinkhundla                                                        | Imiphakatsi                        |                          |

#### America settentrionale
| Paese                      | Primo livello        | Secondo livello                                                    | Livello di base |
| -------------------------- | -------------------- | ------------------------------------------------------------------ | --------------- |
| Canada                     | Province e territori |                                                                    |                 |
| Stati Uniti (suddivisioni) | Stati federati       | Contee Borough e Census Area (in Alaska) Parrocchie (in Louisiana) | Comuni          |
| Messico (suddivisioni)     | Stati federati       | Comuni                                                             |                 |

#### America centrale
| Paese                     | Primo livello           | Secondo livello                       | Terzo livello |
| ------------------------- | ----------------------- | ------------------------------------- | ------------- |
| Belize                    | Distretti               |                                       |               |
| Costa Rica                | Province                | Cantoni                               | Distretti     |
| El Salvador               | Dipartimenti            | Comuni                                |               |
| Guatemala                 | Dipartimenti            | Comuni                                |               |
| Honduras                  | Dipartimenti            | Comuni                                |               |
| Nicaragua                 | Dipartimenti            | Comuni                                |               |
| Panama                    | Province                | Distretti                             | Comuni        |
| Cuba                      | Province (provincias)   | Comuni (municipios)                   |               |
| Haiti                     | Dipartimenti            | Arrondissement                        | Comuni        |
| Dominica                  | Parrocchie              |                                       |               |
| Rep. Dominicana           | Province                | Comuni                                |               |
| Antigua e Barbuda         | Parrocchie e dipendenze |                                       |               |
| Bahamas                   | Distretti               |                                       |               |
| Barbados                  | Parrocchie              |                                       |               |
| Giamaica                  | Parrocchie              |                                       |               |
| Grenada                   | Parrocchie              | Comuni                                |               |
| Saint Kitts e Nevis       | Parrocchie              | Villaggi                              |               |
| Saint Lucia               | Quartieri               | Comuni                                |               |
| Saint Vincent e Grenadine | Parrocchie              | Comuni                                |               |
| Trinidad e Tobago         | Regioni e municipalità  | Contee (Trinidad) Parrocchie (Tobago) |               |

#### America meridionale
| Paese                    | Primo livello                      | Secondo livello                   | Terzo livello                  |
| ------------------------ | ---------------------------------- | --------------------------------- | ------------------------------ |
| Venezuela                | Stati federati (estados federales) | Comuni (municipios)               |                                |
| Colombia                 | Dipartimenti (departamentos)       | Comuni (municipios)               |                                |
| Ecuador (suddivisioni)   | Province (provincias)              | Cantoni (cantones)                | Parrocchie (parroquias)        |
| Perù (suddivisioni)      | Regioni (regiones)                 | Province (provincias)             | Distretti (distritos)          |
| Bolivia                  | Dipartimenti (departamentos)       | Province (provincias)             | Comuni (municipios)            |
| Cile (suddivisioni)      | Regioni (regiones)                 | Province (provincias)             | Comuni (comunas)               |
| Argentina (suddivisioni) | Province (provincias)              | Dipartimenti (departamentos)      | Comuni e municipi (municipios) |
| Uruguay                  | Dipartimenti (departamentos)       | Comuni (municipios)               |                                |
| Paraguay                 | Dipartimenti (departamentos)       | Distretti (distritos)             |                                |
| Brasile (suddivisioni)   | Stati federati (estados)           | Comuni (municípios)               |                                |
| Suriname                 | Distretti (distrikten)             | Comuni (ressorten)                |                                |
| Guyana                   | Regioni (regions)                  | Neighbourhood Democratic Councils |                                |

#### Asia
| Paese                        | Primo livello                                    | Secondo livello | Terzo livello            | Quarto livello   | Quinto livello |
| ---------------------------- | ------------------------------------------------ | --------------- | ------------------------ | ---------------- | -------------- |
| Georgia                      | Regioni                                          | Municipalità    |                          |                  |                |
| Azerbaigian (suddivisioni)   | Distretti                                        | Città           |                          |                  |                |
| Armenia (suddivisioni)       | Province                                         | Comuni          |                          |                  |                |
| Turchia (suddivisioni)       | Province e comuni metropolitani                  | Distretti       | Comuni                   |                  |                |
| Siria                        | Governatorati                                    | Distretti       | Sottodistretti           |                  |                |
| Libano                       | Governatorati                                    | Distretti       | Comuni                   |                  |                |
| Giordania                    | Governatorati                                    | Dipartimenti    |                          |                  |                |
| Israele                      | Distretti                                        | Sottodistretti  | Autorita locali          |                  |                |
| Palestina (suddivisioni)     | Governatorati                                    | Comuni          |                          |                  |                |
| Arabia Saudita               | Province                                         | Governatorati   |                          |                  |                |
| Bahrein                      | Governatorati                                    |                 |                          |                  |                |
| Emirati Arabi Uniti          | Emirati                                          |                 |                          |                  |                |
| Qatar                        | Municipalità                                     |                 |                          |                  |                |
| Oman                         | Governatorati                                    | Province        |                          |                  |                |
| Yemen                        | Governatorati                                    | Distretti       | Sottodistretti           | Città            |                |
| Iraq                         | Governatorati                                    | Distretti       |                          |                  |                |
| Kuwait                       | Governatorati                                    |                 |                          |                  |                |
| Iran (suddivisioni)          | Province                                         | Shahrestān      | Circoscrizioni           | Distretti rurali |                |
| Kazakistan                   | Regioni                                          | Distretti       |                          |                  |                |
| Tagikistan                   | Regioni                                          | Distretti       |                          |                  |                |
| Turkmenistan                 | Province                                         | Distretti       |                          |                  |                |
| Uzbekistan (suddivisioni)    | Regioni                                          | Distretti       |                          |                  |                |
| Afghanistan                  | Province                                         | Distretti       | Città                    |                  |                |
| Pakistan                     | Province e territori                             | Distretti       | Città                    |                  |                |
| India (suddivisioni)         | Stati federati e territori                       | Divisioni       | Distretti                | Comuni           | Villaggi       |
| Bangladesh                   | Divisioni                                        | Distretti       | Upazila                  |                  |                |
| Bhutan                       | Dzongdey                                         | Distretti       | Gewog                    | Città            |                |
| Nepal (suddivisioni)         | Province                                         | Distretti       | Città                    |                  |                |
| Sri Lanka                    | Province                                         | Distretti       | Segretariati divisionali |                  |                |
| Maldive                      | Atolli e città                                   |                 |                          |                  |                |
| Laos                         | Province                                         | Distretti       | Città                    |                  |                |
| Cambogia                     | Province                                         | Distretti       | Comuni                   |                  |                |
| Vietnam (suddivisioni)       | Regioni                                          | Province        | Distretti                | Città            |                |
| Thailandia (suddivisioni)    | Province                                         | Amphoe          | Tambon                   | Thesaban         |                |
| Birmania (suddivisioni)      | Regioni, Stati, zone                             | Distretti       | Città                    |                  |                |
| Singapore                    | Community Development Council                    |                 |                          |                  |                |
| Filippine                    | Regioni                                          | Province        | Comuni                   | Barangay         |                |
| Malaysia                     | Stati e territori federali                       | Divisioni       | Distretti                | Comuni           |                |
| Indonesia (suddivisioni)     | Province                                         | Reggenze        | Città                    |                  |                |
| Timor Est                    | Distretti                                        | Comuni          |                          |                  |                |
| Brunei                       | Distretti                                        | Mukim           | Città                    |                  |                |
| Cina (suddivisioni)          | Province                                         | Prefetture      | Contee                   | Città            |                |
| Taiwan (suddivisioni)        | Contee, città provinciali, municipalità speciali | Distretti       |                          |                  |                |
| Mongolia                     | Province                                         | Distretti       | Città                    |                  |                |
| Corea del Nord               | Province, regioni speciali, città autonome       | Contee          | Villaggi                 |                  |                |
| Corea del Sud (suddivisioni) | Province                                         | Contee          | Città                    |                  |                |
| Giappone                     | Prefetture                                       | Sottoprefetture | Distretti                | Municipalità     |                |

#### Europa
| Paese                               | Primo livello                                | Secondo livello | Terzo livello                            | Quarto livello      |
| ----------------------------------- | -------------------------------------------- | --- | ---------------------------------------- | ------------------- |
| Italia (suddivisioni)               | Regioni                                      | Province, città metropolitane, liberi consorzi comunali (in Sicilia), enti di decentramento regionale (in Friuli-Venezia Giulia) | Comuni                                   |                     |
| San Marino                          | Castelli                                     | Curazie |                                          |                     |
| Francia (suddivisioni)              | Regioni (Régions)                            | Dipartimenti (Départements) | Comuni (Communes)                        |                     |
| Danimarca                           | Regioni (Regioner)                           | Comuni (Kommuner) |                                          |                     |
| Belgio (suddivisioni)               | Comunità e regioni (régions, regions, Regio) | Province (Provincie, provinces)                                                                                                  | Comuni (Gemeenten, communes)             |                     |
| Paesi Bassi                         | Province (provincies)                        | Comuni (Gemeenten) |                                          |                     |
| Polonia (suddivisioni)              | Voivodati (województwa)                      | Distretti (powiaty) | Comuni (gminy)                           |                     |
| Grecia                              | Periféries (periféries)                      | Unità periferiche (perifereiakés enótetes)                                                                                       | Comuni                                   |                     |
| Germania                            | Stati federati (Länder)                      | Distretti governativi (Regierungsbezirke, solo in alcuni Länder)                                                                 | Circondari (Kreise)                      | Comuni (Gemeinden)  |
| Austria (suddivisioni)              | Stati federati (Länder)                      | Distretti politici (Politische Bezirke)                                                                                          | Comuni (Gemeinden)                       |                     |
| Portogallo (suddivisioni)           | Distretti (distritos)                        | Comuni (municípios) |                                          |                     |
| Svizzera (suddivisioni)             | Cantoni                                      | Distretti (non in tutti i cantoni)                                                                                               | Comuni (Gemeinden, communes, vischnanca) |                     |
| Spagna                              | Comunità autonome (comunidades autónomas)    | Province (provincias) | Comarche (comarcas)                      | Comuni (municipios) |
| Romania (suddivisioni)              | Distretti (județe)                           | Comuni (comunele) |                                          |                     |
| Bulgaria (suddivisioni)             | Distretti (oblasti)                          | Comuni (obštini) |                                          |                     |
| Slovacchia                          | Regioni (kraje)                              | Distretti (okresy) | Comuni (obcí)                            |                     |
| Rep. Ceca                           | Regioni (kraje)                              | Comuni (obcí) |                                          |                     |
| Ungheria                            | Province (megyék)                            | Distretti (járás) | Comuni (községek)                        |                     |
| Slovenia                            | Comuni (občine)                              | |                                          |                     |
| Serbia (suddivisioni)               | Distretti (okruzi)                           | Comuni (opštine) |                                          |                     |
| Croazia                             | Regioni (županije)                           | Comuni (općine) |                                          |                     |
| Bosnia ed Erzegovina (suddivisioni) | Federazione di Bosnia ed Erzegovina          | Cantoni (kantoni, županije) | Comuni (općine, opštine)                 |                     |
| Bosnia ed Erzegovina (suddivisioni) | Repubblica Serba di Bosnia ed Erzegovina     | | Comuni (općine, opštine)                 |                     |
| Macedonia del Nord (suddivisioni)   | Comuni (opštini)                             | |                                          |                     |
| Albania (suddivisioni)              | Prefetture (qarqe)                           | Comuni (bashki) |                                          |                     |
| Irlanda                             | Contee (counties)                            | |                                          |                     |
| Regno Unito (suddivisioni)          | Inghilterra                                  | Contee (counties) | Distretti (districts)                    |                     |
| Regno Unito (suddivisioni)          | Scozia                                       | Aree di consiglio (Council Areas)                                                                                                |                                          |                     |
| Regno Unito (suddivisioni)          | Galles                                       | Aree principali (principal areas)                                                                                                | Comunità (communities)                   |                     |
| Regno Unito (suddivisioni)          | Irlanda del Nord                             | Distretti (districts) |                                          |                     |
| Svezia                              | Contee (län)                                 | Comuni (kommuner) |                                          |                     |
| Norvegia (suddivisioni)             | Contee (fylker)                              | Comuni (kommuner) |                                          |                     |
| Finlandia (suddivisioni)            | Regioni (maakunnat)                          | Distretti (seutukunnat) | Comuni (kunnat)                          |                     |
| Turchia (suddivisioni)              | Province (iller)                             | Distretti (ilçeler) | Comuni (belediyeler)                     |                     |

#### Oceania
| Paese              | Primo livello          | Secondo livello       | Terzo livello                                   | Quarto livello                                  |
| ------------------ | ---------------------- | --------------------- | ----------------------------------------------- | ----------------------------------------------- |
| Australia          | Stati e territori      | Stati e territori     | Aree di governo locale (local government areas) |                                                 |
| Nuova Zelanda      | Regioni                | Autorità territoriali |                                                 |                                                 |
| Papua Nuova Guinea | Regioni                | Province              | Distretti                                       | Aree di governo locale (local government areas) |
| Figi               | Divisioni e dipendenze | Province              | Distretti                                       |                                                 |
| Kiribati           | Distretti              |                       |                                                 |                                                 |
| Isole Marshall     | Municipalità           |                       |                                                 |                                                 |
| Micronesia         | Stati                  | Distretti             | Municipalità                                    |                                                 |
| Nauru              | Distretti              |                       |                                                 |                                                 |
| Palau              | Stati                  |                       |                                                 |                                                 |
| Isole Salomone     | Province               |                       |                                                 |                                                 |
| Samoa              | Distretti              |                       |                                                 |                                                 |
| Tonga              | Divisioni              |                       |                                                 |                                                 |
| Tuvalu             | Distretti              |                       |                                                 |                                                 |
| Vanuatu            | Province               |                       |                                                 |                                                 |